# Asemonea pulchra
Asemonea pulchra là một loài nhện trong họ Salticidae.
Loài này thuộc chi Asemonea. Asemonea pulchra được Lucien Berland & Millot miêu tả năm 1941.